# يان فيتزباتريك
يان فيتزباتريك (بالإنجليزية: Ian Fitzpatrick)‏ (22 سبتمبر 1980 في المملكة المتحدة - ) هو لاعب كرة قدم بريطاني في مركز الهجوم. لعب مع شروزبري تاون ومانشستر يونايتد ونادي هاليفاكس تاون وأشتون يونايتد ونادي رادكليف ‏ ونورثويتش فيكتوريا وDroylsden F.C. ‏ ووسترن بروفنس يونايتد ‏.

## وصلات خارجية
- يان فيتزباتريك على موقع قاعدة بيانات كرة القدم.إي يو (الإنجليزية)
- يان فيتزباتريك على موقع Soccerbase.com (لاعب) (الإنجليزية)